# Glenn Tipton

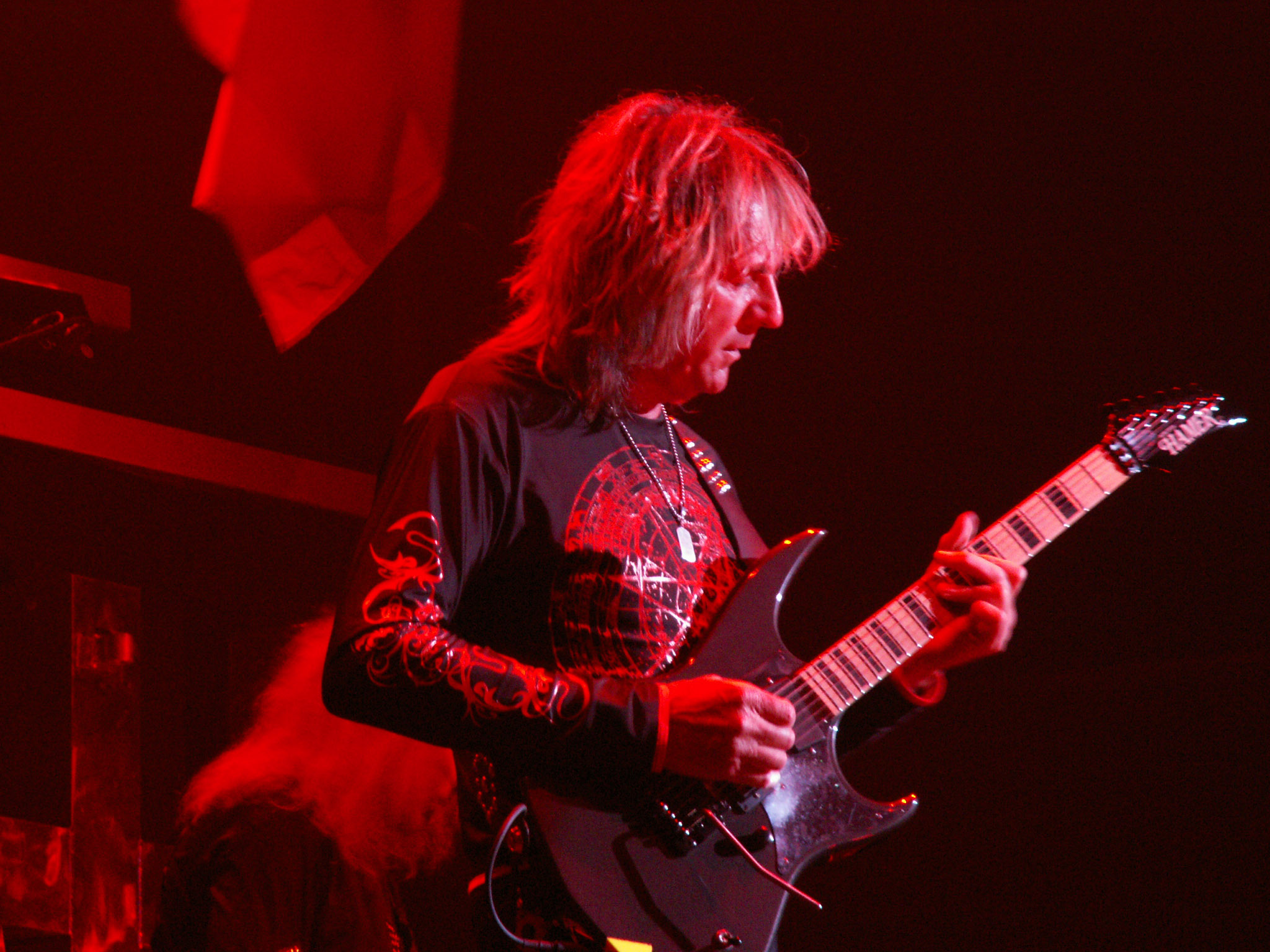
Glenn Tipton en 2008 au Luxembourg.

Glenn Raymond Tipton (né le 25 octobre 1947 à Blackheath au Royaume-Uni) est l'un des guitaristes, et claviériste occasionnel, de la formation heavy metal britannique Judas Priest. Il était auparavant membre du groupe The Flying Hat Band. 
Membre permanent depuis  1974, il a participé à toute la discographie de Judas Priest s'étalant sur plus de 50 ans. Principal compositeur du groupe, Tipton est reconnu pour ses solos complexes, parfois influencés par la musique classique, et pour son jeu en duo avec son partenaire de Judas Priest, K. K. Downing. 

## Biographie
Tipton naît le 25 octobre 1947 à Blackheath, Staffordshire, d'Olive et Doug Tipton. Il a fréquenté l'école primaire Olive Hill lorsqu'il avait environ cinq ans. Son frère, Gary, était guitariste d'un groupe local appelé Atlantics. Bien que Glenn n'ait pas pratiqué la guitare avant l'âge de 19 ans, sa mère lui a enseigné le piano dès son plus jeune âge. Il jouera d'ailleurs occasionnellement du piano sur certains albums de Judas Priest, notamment Sad Wings of Destiny plus particulièrement sur Epitaph, morceau sans parties jouées à la guitare.
Peu épanoui dans le piano que lui enseignait sa mère, Tipton s'investit pleinement à la guitare à l'âge de 19 ans. Il a souvent raconté avec amusement qu'il volait la guitare de son frère en cachette pour s'exercer. Sa première guitare était une guitare acoustique Hofner, puis il a joué sur une Rickenbacker jusqu'à ce qu'il puisse s'offrir une Fender Stratocaster. Cette guitare devint sa guitare principale, jusqu'à ce qu'on la lui vole. Tipton s'est rapidement racheté une Stratocaster noire et, plus tard, une Gibson SG – ces deux guitares étant fréquemment utilisées par Tipton par la suite lors des concerts de Judas Priest.
Le premier groupe de Tipton était Shave Em 'Dry, qui devint le Flying Hat Band. Ce groupe a rapidement rompu en raison de problèmes de gestion. Suivant les conseils du producteur de Judas Priest qui suggérait l'ajout d'un deuxième guitariste, il est engagé par le groupe, alors peu connu, en mai 1974, pour l'enregistrement de leur premier album Rocka Rolla. Pendant l'enregistrement, Tipton a rapidement ajouté ses parties de guitare à l'album, même si la production catastrophique en ôta la plupart[réf. nécessaire].
Par la suite, il devient le principal compositeur des morceaux de Judas Priest, avec son partenaire K. K. Downing. Sur Sad Wings of Destiny, Tipton approfondit et complexifie le travail et les sonorités de guitare, développant notamment le style alors méconnu du Twin Guitars, sur des chansons comme Tyrant, Dreamer Deceiver et ou encore le classique Victim of Changes. Tipton présente également ses propres compositions, comme pour les morceaux Prelude, Epitaph et The Ripper, toutes trois écrites peu de temps après avoir rejoint Judas Priest. Le producteur Rodger Bain refusa de les faire apparaître sur le premier album, les jugeant trop peu commerciaux. Dès lors, Rob Halford pour les paroles, et Tipton pour la musique, seront les principaux auteurs-compositeurs du groupe avec des contributions occasionnelles de Downing, notamment sur les parties de guitares solo. La majorité des compositions seront créditées au nom des trois membres, indépendamment de leurs contributions effectives à chaque morceau. Tipton joue fréquemment du clavier sur les premiers albums, bien que ceux-ci ne figurent que plus rarement par la suite. On lui attribue l'évolution vers un son plus heavy metal avec des chansons plus percutantes, car les premiers albums, notamment Rocka Rolla, se voyaient souvent empreints de tonalités blues rock et psychédéliques, héritées du tout premier leader du groupe, alors méconnu, Al Atkins.
Après l'avènement du style motard en cuir-clouté porté par Rob Halford, British Steel, sorti en 1980, correspond à la percée commerciale de Judas Priest. Cet album combine le son heavy metal du groupe avec des structures et accroches de chansons pop, souvent plus courtes et rythmiques. United et Breaking the Law sont quelques-unes des premières chansons de Judas Priest à ne pas inclure de sections solo, toutefois, lors des concerts, K. K. Downing (et non Glenn Tipton) ajoutera un solo sur Breaking the Law. Avec l'avènement du videoclip, Judas Priest a rapidement acquis un statut de superstar dans les années 1980. Si Point of Entry a reçu des critiques mitigées, Screaming for Vengeance et Defenders of the Faith sont deux gros succès consécutifs pour le groupe.
Le son de guitare devient ensuite plus empreint de synthétiseurs pour l'album Turbo, qui se veut plus commercial et consensuel pour ce qui est de la tonalité musicale, ce qui divise les fans. En conséquence, les albums suivants, l'inégal Ram It Down et le succès commercial Painkiller, reviennent à des compositions et une sonorité résolument heavy metal, avec des solos beaucoup plus longs et à la structure complexe. La production se veut aussi plus moderne : utilisation de la réverbération, rythmique percutante portée par la double grosse-caisse du nouveau batteur Scott Travis. Sur Painkiller, Tipton signe la majorité des parties solo, revenues au premier plan et parmi les plus travaillées et complexes de toute l'œuvre du groupe.
En 1997, Tipton a sorti son premier album solo, intitulé Baptizm of Fire, comportant une liste d'invités prestigieux : John Entwistle, Billy Sheehan, Cozy Powell, Don Airey entre autres, suivi de Edge of the world en 2006.
En 2011, l'arrivée de Richie Faulkner donne un nouvel élan au groupe, alors que Tipton admis avoir pensé que le groupe allait s'arrêter après le départ de K. K. Downing. Il donne alors un rôle plus important à Richie Faulkner dans la composition des albums qui suivront, Redeemer of Souls, Firepower et Invincible Shield, se positionnant plus en retrait.
En 2018, il annonce être atteint de la maladie de Parkinson, diagnostiquée près de dix ans auparavant, et dont l'évolution ne lui permettrait plus d'assurer les dates de la tournée de l'album Firepower, même s'il a participé à l'écriture et l'enregistrement de ce dernier. Il affirme rester membre de Judas Priest bien que son rôle ait changé, et n'exclut pas l'éventualité de remonter sur scène si sa santé le lui permet. Il est alors remplacé Andy Sneap pour la tournée et apparaîtra effectivement sur un certain nombre de concerts, notamment durant les rappels.

## Style de jeu

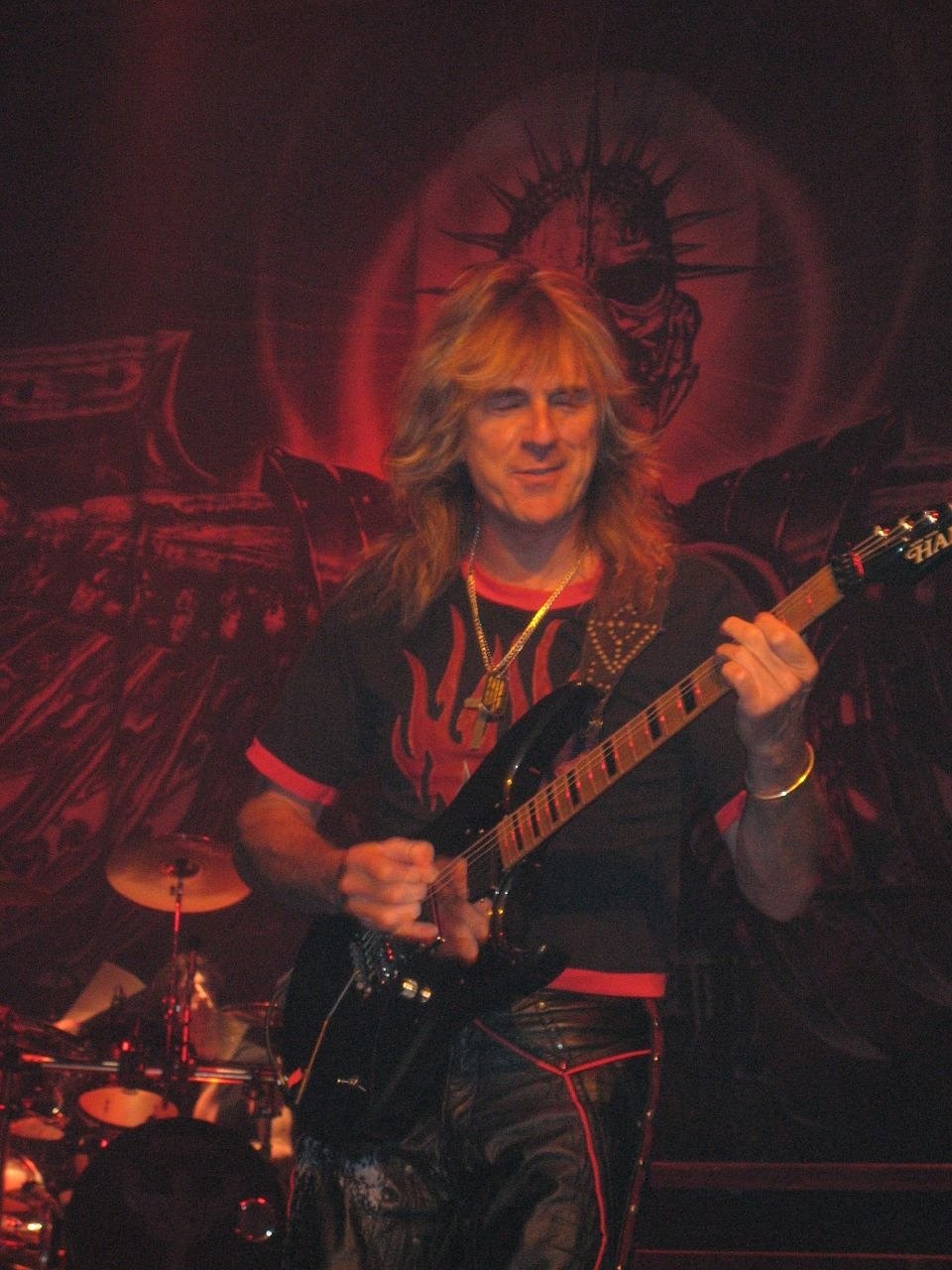
Glenn Tipton lors du Retribution Tour en 2005

Glenn Tipton est connu pour ses solos complexes et souvent influencés par la musique classique, qui rendent sa technique de jeu de guitare unique[réf. nécessaire]. Beaucoup de ses solos sont très difficiles à retranscrire, souvent célèbres pour les harmonies avec son partenaire de Judas Priest K. K. Downing. Contrairement à ce dernier, qui improvise, Glenn Tipton joue ses solos toujours de manière identique, "comme écrit". Les solos de Tipton se sont maintenus dans un style relativement constant pendant la plus grande partie de sa carrière, mais il a continuellement incorporé de nouvelles techniques dans son jeu au fil des ans. L'arrangement habituel des chansons de Judas Priest comprend des riffs, puis des leads de Tipton et de Downing. À partir du quatrième album de Judas Priest, Stained Class, Tipton a commencé à dominer l'écriture du groupe, en particulier sur les pistes plus commerciales qui ont presque exclusivement présenté ses pistes de guitare. C'est d'ailleurs sur cet album que figure Beyond The Realms of Death, le morceau qui comprend le premier grand solo de Glenn Tipton. Jusque-là, en dehors des duos pour lesquels Tipton et Downing sont connus, les solos étaient joués par K. K. Downing, notamment Victim of Changes et Sinner. À la suite de la sortie de leur sixième album, British Steel, la plupart des chansons figurant dans les listes de concerts étaient celles de Tipton.
Contrairement aux solos de Downing, ceux de Tipton ont tendance à présenter une sonorité blues rock au legato plus mélodique, utilisant des échelles mineures harmoniques[réf. nécessaire], le mode éolien, des échelles pentatoniques et des techniques telles que les arpèges en picking, sweeping, legato picking, tremolo / picking alternatif, hammer-on et pull-off, dans des solos mettant souvent en valeur à la fois la précision et l'agressivité[réf. nécessaire]. On sait[Qui ?] que Tipton utilise parfois des pinch harmonics et des dive bombs dans ses solos (par exemple, sur Invader)[réf. nécessaire]. Tipton a également pour particularité d'utiliser des bend / whammy dive bomb à deux cordes pour mettre fin au solo[réf. nécessaire], comme dans les solos des morceaux All Guns Blazing, Heavy Metal, Demonizer, Bullet Train et Ram It Down. En 1978, Tipton a commencé à incorporer du tapping dans son jeu, à l'instar de Downing. Il l'utilise notamment sur le solo de Hell Bent For Leather (Killing Machine) et sur la seconde moitié du solo de Between the Hammer and the Anvil (Painkiller). Au milieu des années 1980, les deux guitaristes ont commencé à utiliser la technique complexe du sweeping, que l'on peut notamment entendre sur la chanson éponyme de l'album Painkiller sorti en 1990. Cet album présente un éventail plutôt complet des techniques employées dans la musique heavy metal moderne, ce qui en fait une référence pour beaucoup de guitaristes de ce style[réf. nécessaire]. Il est par ailleurs très fréquent qu'au sein d'un même morceau, notamment sur les parties solo, s'effectuent des changements de tonalités brusques et parfois multiples, ces dissonances rendant très caractéristique le « son Priest »[réf. nécessaire].

## Équipement

### Guitares
Tipton a utilisé de nombreuses guitares au fil des années.
Parmi celles-ci, on peut citer :
- une Fender Stratocaster utilisée jusqu'en 1978 ;
- une Gibson Les Paul Custom utilisée jusqu'en 1979, ainsi qu'une Fender Stratocaster modifiée à la même période ;
- une Gibson SG, qu'il a vraisemblablement peinte lui-même en noir, est utilisée durant le Screaming For Vengeance Tour ;
- vers 1984, il passe à une Hamer Phantom GT Model, dont un modèle signé a été vendu de 1984 à 1986.

### Amplificateurs
Tipton utilise quasi exclusivement des amplificateurs Marshall.
On peut notamment citer le Super Lead Plexi, le JMP jusqu'en 1982.
Il utilisera ensuite le JCM 800 pendant de nombreuses années, de même que son partenaire K. K. Downing.

Actuellement, il utilise une unité comprenant plusieurs préamplificateurs et deux Marshall 9100[réf. nécessaire].

## Divers
Il a été classé 19e par le magazine musical Hit Parader dans la liste des 100 plus grands guitaristes de Metal[réf. nécessaire].
Sun Kil Moon a composé un morceau intitulé Glenn Tipton sur l'album Ghosts of the Great Highway.

## Discographie

### Solo
- Baptizm of Fire (1997)
- Edge of the World (en) (2006)